# Olbia Calcio 1983-1984
Questa voce raccoglie le informazioni riguardanti l'Olbia Calcio nelle competizioni ufficiali della stagione 1983-1984.

## Rosa
| N. |                   | Ruolo | Calciatore           |
| -- | ----------------- | ----- | -------------------- |
|    | Italia (bandiera) | A     | Claudio Aloia        |
|    | Italia (bandiera) | D     | Marco Appeddu        |
|    | Italia (bandiera) | D     | Vincenzo Arcoleo     |
|    | Italia (bandiera) | P     | Mauro Bertaglia      |
|    | Italia (bandiera) | D     | Mario Degortes       |
|    | Italia (bandiera) | C     | Claudio Di Francesco |
|    | Italia (bandiera) | C     | Mario Giua           |
|    | Italia (bandiera) | A     | Domenico Lepidi      |
|    | Italia (bandiera) |       | Maurizio Maniscalco  |

| N. |                   | Ruolo | Calciatore        |
| -- | ----------------- | ----- | ----------------- |
|    | Italia (bandiera) | D     | Antonio Marini    |
|    | Italia (bandiera) | P     | Marco Sapocchetti |
|    | Italia (bandiera) | A     | Franco Saporito   |
|    | Italia (bandiera) | C     | Francesco Sardo   |
|    | Italia (bandiera) | C     | Sergio Sarritzu   |
|    | Italia (bandiera) | C     | Carmine Scatena   |
|    | Italia (bandiera) | D     | Mario Serratore   |
|    | Italia (bandiera) | C     | Giuseppe Stasio   |
|    | Italia (bandiera) | C     | Michele Tamponi   |

## Risultati

### Serie C2

#### Girone di andata
| 19 settembre 1983 1ª giornata | Vogherese | 2 – 2 | Olbia |  |

| 26 settembre 1983 2ª giornata | Olbia | 0 – 0 | Alessandria |  |

| 2 ottobre 1983 3ª giornata | Carbonia | 3 – 0 | Olbia |  |

| 9 ottobre 1983 4ª giornata | Derthona | 1 – 1 | Olbia |  |

| 16 ottobre 1983 5ª giornata | Olbia | 0 – 0 | Livorno |  |

| 23 ottobre 1983 6ª giornata | Cerretese | 1 – 2 | Olbia |  |

| 30 ottobre 1983 7ª giornata | Olbia | 0 – 0 | Imperia |  |

| 6 novembre 1983 8ª giornata | Olbia | 1 – 1 | Sant'Elena |  |

| 13 novembre 1983 9ª giornata | Torres | 0 – 0 | Olbia |  |

| 20 novembre 1983 10ª giornata | Olbia | 1 – 1 | Casale |  |

| 27 novembre 1983 11ª giornata | Savona | 2 – 0 | Olbia |  |

| 4 dicembre 1983 12ª giornata | Olbia | 0 – 0 | Spezia |  |

| 11 dicembre 1983 13ª giornata | Olbia | 2 – 2 | Pontedera |  |

| 18 dicembre 1983 14ª giornata | Massese | 3 – 0 | Olbia |  |

| 8 gennaio 1984 15ª giornata | Olbia | 0 – 1 | Asti TSC |  |

| 15 gennaio 1984 16ª giornata | Lucchese | 3 – 0 | Olbia |  |

| 22 gennaio 1984 17ª giornata | Olbia | 1 – 0 | Civitavecchia |  |

#### Girone di ritorno
| 29 gennaio 1984 18ª giornata | Olbia | 3 – 0 | Vogherese |  |

| 5 febbraio 1984 19ª giornata | Alessandria | 1 – 0 | Olbia |  |

| 12 febbraio 1984 20ª giornata | Olbia | 2 – 1 | Carbonia |  |

| 19 febbraio 1984 21ª giornata | Olbia | 1 – 1 | Derthona |  |

| 26 febbraio 1984 22ª giornata | Livorno | 2 – 0 | Olbia |  |

| 4 marzo 1984 23ª giornata | Olbia | 1 – 0 | Cerretese |  |

| 11 marzo 1984 24ª giornata | Imperia | 0 – 1 | Olbia |  |

| 18 marzo 1984 25ª giornata | Sant'Elena | – n.d. | Olbia |  |

| 1º aprile 1984 26ª giornata | Olbia | 2 – 1 | Torres |  |

| 8 aprile 1984 27ª giornata | Casale | 2 – 1 | Olbia |  |

| 15 aprile 1984 28ª giornata | Olbia | 2 – 4 | Savona |  |

| 29 aprile 1984 29ª giornata | Spezia | 1 – 0 | Olbia |  |

| 6 maggio 1984 30ª giornata | Pontedera | 1 – 0 | Olbia |  |

| 13 maggio 1984 31ª giornata | Olbia | 0 – 0 | Massese |  |

| 20 maggio 1984 32ª giornata | Asti TSC | 0 – 1 | Olbia |  |

| 27 maggio 1984 33ª giornata | Olbia | 1 – 1 | Lucchese |  |

| 3 giugno 1984 34ª giornata | Civitavecchia | 1 – 0 | Olbia |  |